# سان سباستیانو کورونه
سان سباستیانو کورونه (به ایتالیایی: San Sebastiano Curone) یک کومونه در ایتالیا است که در استان آلساندریا واقع شده‌است.

## خصوصیات
سان سباستیانو کورونه ۳٫۹ کیلومترمربع مساحت و ۵۸۹ نفر جمعیت دارد و ۳۴۲ متر بالاتر از سطح دریا واقع شده‌است.